# Ned McWherter

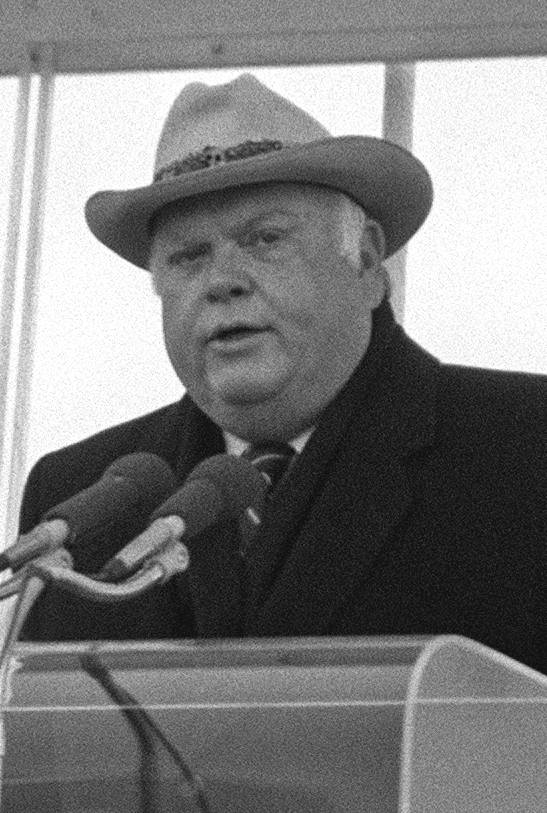
Ned McWherter

Ned Ray McWherter, född 15 oktober 1930 i Palmersville, Weakley County, Tennessee, död 4 april 2011 i Nashville, Tennessee, var en amerikansk demokratisk politiker. Han var guvernör i delstaten Tennessee 1987-1995.
McWherter tjänstgjorde i nationalgardet 1948-1969 och avancerade till kapten. Han gifte sig 1953 med Bette Jean Beck Coffee. Paret fick två barn, Michael Ray och Linda. McWherter var ledamot av Tennessee House of Representatives, underhuset i delstatens lagstiftande församling, 1969-1987, varav talman i fjorton års tid från och med 1973.
I 1986 års guvernörsval besegrade McWherter tidigare guvernören Winfield Dunn. Fyra år senare vann han omval lätt mot republikanen Dwight Henry. Under sin första mandatperiod prioriterade McWherter utbildningspolitiken och under den andra mandatperioden hälsovård. Senator Al Gore tillträdde 1993 som USA:s vicepresident och McWherter utnämnde veteranpolitikern Harlan Mathews till Gores efterträdare som senator fram till fyllnadsvalet 1994.
McWherter var metodist och frimurare.